# Renato Baretić
Renato Baretić (Zagreb, 12. travnja 1963. – Split, 1. srpnja 2025.) bio je hrvatski novinar, književnik, scenarist i glumac.

## Životopis
Baretić je studirao fonetiku i komparativnu književnost. Godine 1983. zapošljava se kao novinar i piše za brojne hrvatske novine i magazine. Surađivao je u TV projektima. Bio je koscenarist TV serije Novo doba, te sastavljač pitanja za TV kvizove. Zajedno s Ivicom Ivaniševićem, Antom Tomićem, Juricom Pavičićem i Alemom Ćurinom pokreće kulturni časopis Torpedo, klicu iz koje je kasnije izrastao FAK. Za roman Osmi povjerenik (kasnije adaptiran u istoimeni film) dobio je mnogobrojne književne nagrade. Živio je i radio u Splitu kao otac dvoje djece.

## Djela

### Književnost
- Riječi iz džepova (1998.), zbirka pjesama
- Osmi povjerenik (2003.), roman
- Kome ćemo slati razglednice (2005.), zbirka pjesama[2]
- Kadrovi kadra (2005.), TV-kolumne
- Evanđelje po Marku F. Šimleši (2005.), monodrama
- Pričaj mi o njoj (2006.), roman [3]
- Hotel Grand (2008.), roman[4][5]
- Split za početnike (2015., s Ivicom Ivaniševićem)[6]
- Muka malog vuka (2015., ilustrirao Davor Šunk)[7]
- Zadnja ruka (2021.), roman[8]

### Filmografija

#### Scenarist
- Osmi povjerenik (2018.)
- Crno-bijeli svijet (2016.) - 1 epizoda
- Novo doba (2002.)

#### Glumac
- Crno-bijeli svijet kao pijanac (2019.)
- Novo doba kao Majordom (2002.)

## Nagrade
- Vladimir Nazor, za roman Osmi povjerenik
- August Šenoa, za roman Osmi povjerenik
- Ivan Goran Kovačić, za roman Osmi povjerenik
- Ksaver Šandor Gjalski, za roman Osmi povjerenik
- Kiklop, za roman Osmi povjerenik

## Vanjske poveznice
Mrežna mjesta
- Renato Baretić, na stranicama Hrvatskog društva pisaca
- Renato Baretić, Priča o ljudima i psima, Sarajevske sveske 17/2007.
- Renato Baretić, na IMDb
- Krešimir Nemec, [neaktivna poveznica], Hum (časopis) 1/2006. (HAW)